# Elementarne tvari
Elementarna tvar je jedan od oblika postojanja nekog kemijskog elementa u prirodi. Do danas je poznato 118 vrsta atoma kemijskih elemenata ali je poznato preko 600 njihovih elementarnih tvari. Kemijski element ugljik ima više oblika elementarne tvari, od četiri alotropske modifikacije najpoznatije su dvije: dijamant i grafit. Dijamant i grafit su elementarne tvari istog kemijskog elementa i one se mogu pretvarati jedna u drugu. Svojstva elementarnih tvari mogu se jako razlikovati.
Kemijski element je skup svih istovrsnih atoma u prirodi (svemiru), koji u jezgri imaju isti broj protona,  Kemijski elementi mogu imati više izotopa, dakle kemijski element je skup atoma jednog ili više izotopa. Kemijski element ne može se kemijskim metodama rastaviti na jednostavnije atome. Kemijski element vodik ima tri vrste atoma odnosno izotopa: 1H - procij, 2H - deuterij, 3H - tricij, koji se razlikuju po broju neutrona u jezgri atoma dok je protonski broj 1.
| Elementarna tvar | Kemijski element | boja     | el. provodljivost | tvrdoća po Mohsu |
| ---------------- | ---------------- | -------- | ----------------- | ---------------- |
| Dijamant         | ugljik, C        | proziran | ne                | 10               |
| Grafit           | ugljik, C        | crn      | da                | 1                |